# Villanueva de Ávila
Villanueva de Ávila község Spanyolországban, Ávila tartományban. Villanueva de Ávila Navalosa, Navatalgordo, Navarrevisca, Burgohondo és Mijares községekkel határos. Lakosainak száma 227 fő (2024).

## Népesség
A település népessége az utóbbi években az alábbiak szerint változott:
| Lakosok száma | 415  | 322  | 291  | 259  | 287  | 227  | 226  | 226  | 217  | 227  |
|               | 2001 | 2004 | 2006 | 2009 | 2011 | 2014 | 2016 | 2019 | 2021 | 2024 |